# Misna
A Misná, magyarul Ismétléssel tanulás (héberül מִשְׁנָה misná) a Biblia utáni zsidó irodalom, az úgynevezett szóbeli tan (tórá se-beal-pe) alapja. Alapvetően a Tóra rendelkezéseihez kapcsolódó kérdések és válaszok, valamint az azokból leszűrt vallástörvények (halácha) gyűjteménye, ezen kívül rövidebb elbeszéléseket, tanításokat is tartalmaz. Végleges összeállítására Jehuda Hanászi nevéhez köthető.
Azokat a zsidó tudósokat, akik fenntartották, fejlesztették és áthagyományozták, tannáknak nevezzük. A Misná anyagának összeállítója és rendezője Akiba ben Jószéf volt, az ő és mások, különösen rabbi Méir tevékenysége nyomán Jehuda Hanászi (másként Háqádós, a szent, vagy röviden Rabbi, meghalt i. sz. 219.) szerkesztette egybe a ma ismert alakjában.
A Misná legrégibb magyarázata a gemára, e kettő együtt alkotja a Talmudot. A Misná számos kommentárja közül a legkiválóbbak Maimonidész (Móse ben Majmuni), Ovadja Bertinoro és Heller Lipman Jomtov nevéhez fűződnek. Latinra lefordította Surenhuius Vilmos (Amszterdam 1698-1703), németre Rabe (1760) és Jost J. M. (Berlin 1832). Magyar fordítása máig nincs, csak részletek jelentek meg belőle.

## Szerkezete
A Misná hat ún. széderből, azaz rendből áll, innen a teljes neve: Sissá szidré (ha)Misná - A Misná hat rendje. (A két első szó kezdőbetűi adják a Sász rövidítést, ami alatt ma elsősorban a Misná hat rendje szerint felépülő Talmudot értik.) Az egyes széderek un. traktátusokra (masszechet / masszichtá) oszlanak, ezek fejezetekre (pereq), az egyes pereqek pedig rövid misnákra, alszakaszra. A misná szó tehát egyaránt vonatkozik e rövid szakaszokra (többessz.: misnájót), valamint ezen misnák gyűjteményére, a teljes Misnára is.
A teljes Misna: A Misna hat rendje
  – Sissá szidré (ha)Misná
A teljes Misnában:
 – 6 Rend (széder, szedárim)
Az egyes rendeken belül:
 –  Traktátusok (masszechet, masszichtót)
Az egyes traktátusokon belül:
 – Fejezetek (pereq, peráqim)
Az egyes fejezeteken belül:
 – Szakaszok, a tulajdonképpeni misnák (misnájót)
Valamennyi traktátus egy-egy pontosan meghatározott tórai szakasz körül mozog (ezeket az igényesebb kiadások a traktátusok elején külön is feltüntetik, fordítással), a továbbiakban ezeknek az igehelyeknek a megbeszélése folyik. 

## Rendek
- 1. Zeraim (Magvak) - Tizenegy traktátusból áll. Az első kivételével valamennyi a földműveléssel és mezőgazdasággal kapcsolatos törvényeket tárgyalja. Az első traktátus az imával foglalkozik, mivel minden földi gyümölcs élvezése előtt imát ír elő a hagyomány, és ehhez kapcsolódóan a naponta végzendő imákat is tárgyalja.
- 2. Móéd (Ünnep, szó szerint: Kijelölt idő) - Tizenkét traktátust tartalmaz, tárgya a szombat és az ünnepek megülésének módja.
- 3. Násim (Asszonyok) - A házassági törvényekkel és családi élettel kapcsolatos tradíciók hét traktátusát tartalmazza.
- 4. Nezikin (Károk) - Tíz traktátusban foglalkozik az adásvétellel, a talált dolgokkal, a palesztinai zsidók sajátos törvénykezésével, az eskükkel, a bálványimádással. Ez tartalmazza a Ávót (Atyák) traktátust, mely a zsidó imakönyvbe is bekerült a Pészah és Rós hásáná közti hosszú szombat délutánok számára olvasmányként. A zsidó etika alapvető tanításai találhatók benne.
- 5. Kodásim (askenáz Kodosim; Szentségek) - Az áldozati kultusz hagyományairól szóló tizenegy traktátus, melynek a Misna szerkesztésének idején mindössze történeti értéke volt, hiszen a jeruzsálemi Templom pusztulásával megszűnt az áldozás a zsidóságban.
- 6. Táhárot (askenáz Tohorajsz; Tisztasági törvények) - A különféle, elsősorban emberi tisztátalanságokat, valamint a betegségeket tárgyalja tizenkét traktátusban.

A Misna rövid szavakban mondja el az egyes tannaiták utasítását a felmerülő esetekben. A vallási cselekedetet akarja irányítani egyrészt, másrészről pedig vezérfonala akart lenni a tudósoknak, akik az iskolákban fejtegetik a tant.

## Nyelvezet
A Misná nyelve a klasszikus héber nyelvnek a bibliai héber utáni második fázisa, az úgynevezett misnai héber nyelv.
Erősen formulázott (túlnyomórészt jogi) nyelvezete lényegében teljesen egységes, és bár a bibliaira épül, attól számos ponton eltér. A legnagyobb hasonlóságot Ezékiel könyvének egyes részeivel mutatja. Tisztasága, a bibliainál jóval egységesebb nyelvtani szerkezete és kétségtelen szépsége miatt máig vita tárgya, hogy élő vagy mesterséges nyelvről van szó. A Ben-Jehuda-féle nyelvújítás elsősorban ehhez tért vissza. 